# Henryk Hoffmann
Henryk Hoffmann – polski religioznawca specjalizujący się w historii, teorii i metodyce religioznawstwa, teorii religii i fenomenologii religii, profesor nadzwyczajny Uniwersytetu Jagiellońskiego.

## Życiorys
W latach 1973–1977 odbył studia w Wyższej Szkole Pedagogicznej w Opolu, które ukończył uzyskaniem tytułu magistra pedagogiki. W latach 1977–1985 był asystentem stażystą w Instytucie Religioznawstwa UJ. Stopień naukowy doktora uzyskał w 1985 na podstawie rozprawy pt. Szkoła astralityczna w religioznawstwie polskim. W latach 1985–2004 zajmował stanowisko adiunkta. Habilitował się w 2004 na podstawie dorobku naukowego i rozprawy pt. Dzieje polskich badań religioznawczych 1873-1939, po czym zajmował w latach 2004-2010 stanowisko docenta w Instytucie Religioznawstwa. W 2010 został profesorem nadzwyczajnym w tej placówce.

## Wybrane publikacje
- Astralistyka. Szkice z dziejów religioznawstwa polskiego, Kraków 1991.
- Religie Wschodu i Zachodu, Warszawa 1992.
- Dzieje polskich badań religioznawczych 1873-1939, Kraków 2004.